# Richard Cheese

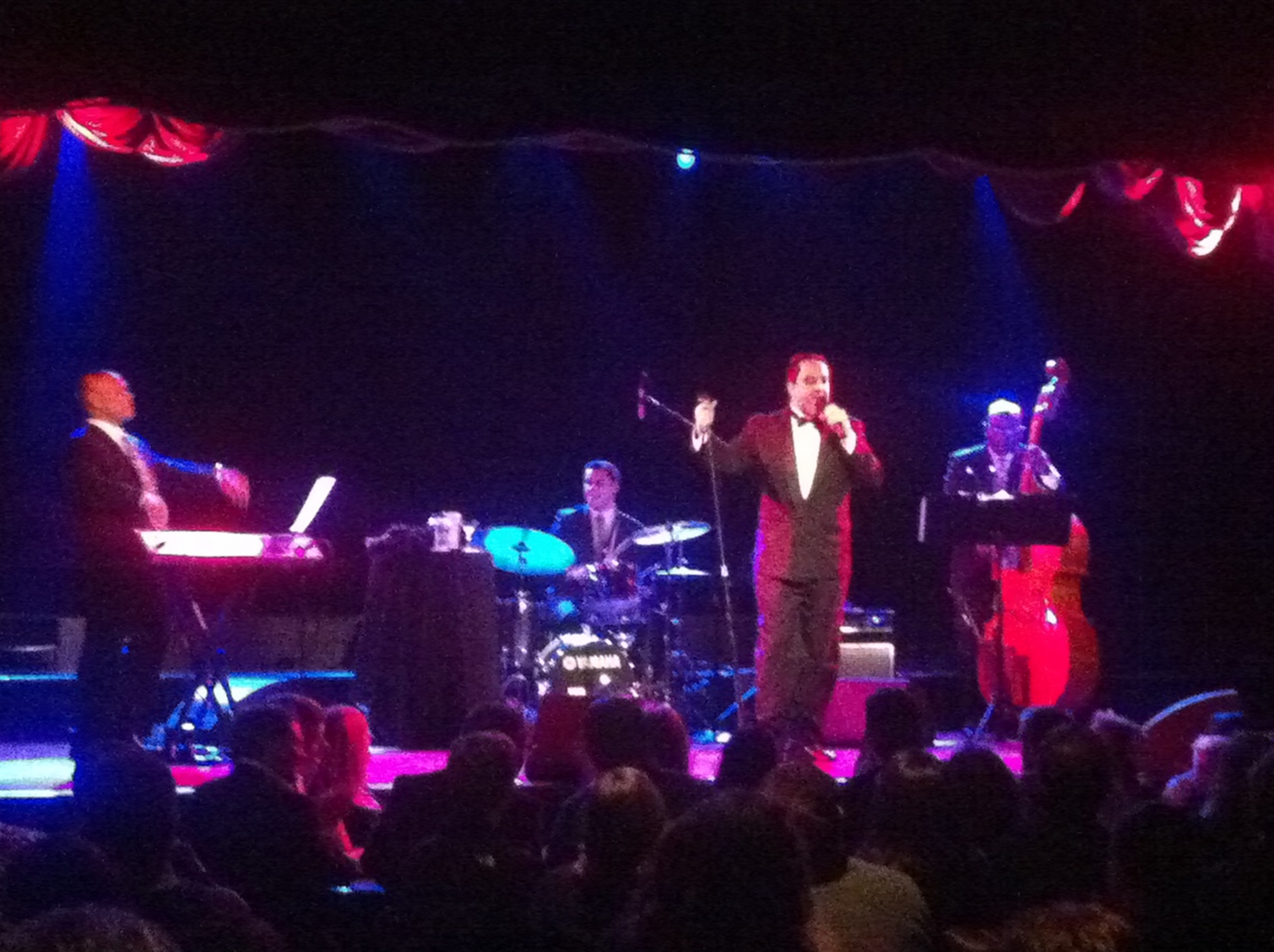
Richard Cheese z zespołem Lounge Against the Machine (2011)

Richard Cheese wraz ze swoim zespołem Lounge Against the Machine zajmuje się tworzeniem coverów znanych zespołów z przeróżnych gatunków muzycznych i tworzeniem nowych wersji w stylu lounge, będącego połączeniem kilku odmian jazzu.

## Historia
Zespół tworzy materiał od 2000 roku i od tego czasu zagrał wiele koncertów w Stanach Zjednoczonych i Europie, występując przy tym wielokrotnie w najbardziej znanych programach telewizyjnych w USA. Aktualnie zespół jest w ostatniej trasie koncertowej, po której najprawdopodobniej zakończy działalność. Spowodowane to jest problemami zdrowotnymi wokalisty, Richarda Cheese’a.

## Skład
W skład zespołu, oprócz Cheese’a, wchodzą Bobby Ricotta (pianino, klawisze), Frank Feta (perkusja) i basista, który zmienia się przy każdej trasie koncertowej. Wszystkie nazwiska artystów są pseudonimami.

## Albumy
Zespół do tej pory wydał 7 albumów, na których wykonywał piosenki takich zespołów jak Rage Against the Machine, Slipknot, Limp Bizkit, Korn, Nine Inch Nails, System of a Down czy inne znane grupy. Ostatnie dzieło zespołu, „Dick at Nite” – album wydany w 2007 roku, zawiera przeróbki piosenek z seriali telewizyjnych.
Dyskografia zespołu:
- „Lounge Against the Machine” (2000)
- „Tuxicity” (2002)
- „I’d Like a Virgin” (2004)
- „Aperitif for Destruction” (2005)
- „The Sunny Side of the Moon: The Best of Richard Cheese” (2006)
- „Silent Nightclub” (2006)
- „Dick at Nite” (2007)
- „Viva La Vodka” (2009)
- „OK Bartender” (2010)
- „Live at the Royal Wedding” (2011)
- „A Lounge Supreme” (2011)